# José Daniel García
José Daniel García (Córdoba, 1979) es un poeta español en lengua castellana.

## Biografía
José Daniel García es diplomado en Ciencias de la Educación (inglés) y licenciado en Humanidades por la Universidad de Córdoba. Ha desempeñado diversos oficios y posee una larga trayectoria como dinamizador sociocultural. Hasta fecha reciente, se ha dedicado a la docencia.
Dentro del periodismo, ejerció la crítica literaria en “Cuadernos del Sur”, suplemento cultural de Diario Córdoba, y en el periódico El Día de Córdoba. También colaboró brevemente como cronista deportivo para el periódico digital cordobadeporte.com  
Como editor, fue ideólogo y coordinador del Colectivo CAIN, desde donde dirigió la extinta colección de poesía Loscatorceochomiles.

## Trayectoria
Con su primer libro, El sueño del monóxido (DVD, 2006), ganó el premio Andalucía Joven de Poesía 2005. 
Su segundo poemario, Coma (Hiperión, 2008), fue merecedor del prestigioso premio Hiperión. 
Durante los cursos 2008/2009 y 2009/2010, obtuvo una beca en la emblemática Residencia de Estudiantes-CSIC de Madrid, centrando su trabajo en la investigación de poéticas españolas marginales y en la escritura de los poema que compondrían el cuaderno ilustrado Estibador de sombras (Cangrejo Pistolero Ediciones, 2010), del que se ha editado una traducción en Estados Unidos (Shadowslongshoreman, Toad Press International Chapbook Series. Nueva York, agosto de 2017).
Como autor dramático, ha compuesto piezas teatrales breves, así como el guion para el cortometraje homónimo "Las sobrinas de Valerie", que –entre otros galardones– ha recibido el Premio RTVA a la creación audiovisual andaluza (septiembre, 2015). 
En 2016 publicó su primera novela, Fundido a rojo (ediciones En huida). 
A finales de ese mismo año, fue seleccionado para formar parte del proyecto multidisciplinar “Montaña Negra”, con el que se inauguró el Centro de Creación Contemporánea de Andalucía (C3A). De aquella experiencia surgió “CR3DO”, una variación del texto de J. G. Ballard escrito a dos manos con la poeta cordobesa Alba Moon.
En diciembre de 2017 vio la luz el poemario Noir (ediciones La isla de Siltolá). 
Incluido en numerosas antologías nacionales y extranjeras, sus poemas se han traducido al italiano, danés, inglés y alemán.

## Obra poética
Plaquettes:
- Los pliegos del Parque, (IES Parque Fidiana. Mayo 2001)
- Regreso a Neverneverland, (El Almazen, diciembre 2002)
- Stupid World, (Müsu, noviembre 2003)

Poemarios:
- El sueño del monóxido. DVD, 2006.
- Coma. Hiperión, 2008.
- Estibador de sombras. Cangrejo Pistolero Ediciones, 2010.
- Noir. La isla de Siltolá, 2017.

Textos dramáticos:
"Dialéctica del amor".
"Las sobrinas de Valerie" (guion adaptado en un cortometraje homónimo a cargo de Carlos Aceituno).
Novela:
Fundido a rojo. En huida, 2016.

## Inclusión en antologías
- Andalucía Poesía Joven (Plurabelle, mayo de 2004).
- El libro del Jardín (Plurabelle, mayo de 2004).
- Periféricos (Universidad José Hierro, 2004).
- Lógicos y órficos(Arquitrave, Colombia 2006).
- Poesía viva en Andalucía (Universidad de Guadalajara, México 2006).
- Punto de partida (Revista Universitaria de la Universidad Nacional Autónoma de México, 2006).
- Ulrika", Revista de poesía, edición especial, No 39-40. 20 poetas colombianos/20 poetas españoles. Desde el siglo XX. Una exposición. (Bogotá, Colombia, 2007)
- Poesía para bacterias" (editorial Barrabes, sello “Cuerdos de atar”. Huesca, 2008)
- Las noches del Cangrejo" (Cangrejo Pistolero Ediciones. Sevilla, 2008)
- Antología del beso", poesía última española(Mitad doble ediciones, 2009).
- Terreno fértil" (Cangrejo Pistolero Ediciones), Sevilla, 2010.
- La inteligencia y el hacha (Un panorama de la generación poética del 2000), Madrid, Visor, 2010
- Nocturnos. Antología de los poetas y sus noches" (editorial Origami, 2011)

## Galardones
- Premio II Certamen Provincial de Literatura "Casa del Ciprés". Instituto Andaluz de la Juventud. Córdoba, 2000.
- Premio "La torre de papel". Aula de Cultura de la Facultad de Filosofía y Letras de Córdoba. Córdoba, 2000
- Premio Andalucía joven de poesía por El sueño del monóxido.
- XXIII Premio de poesía Hiperión por Coma.